# Pyrausta haemapastalis
Pyrausta haemapastalis là một loài bướm đêm trong họ Crambidae.